# Grenze zwischen Algerien und Mauretanien

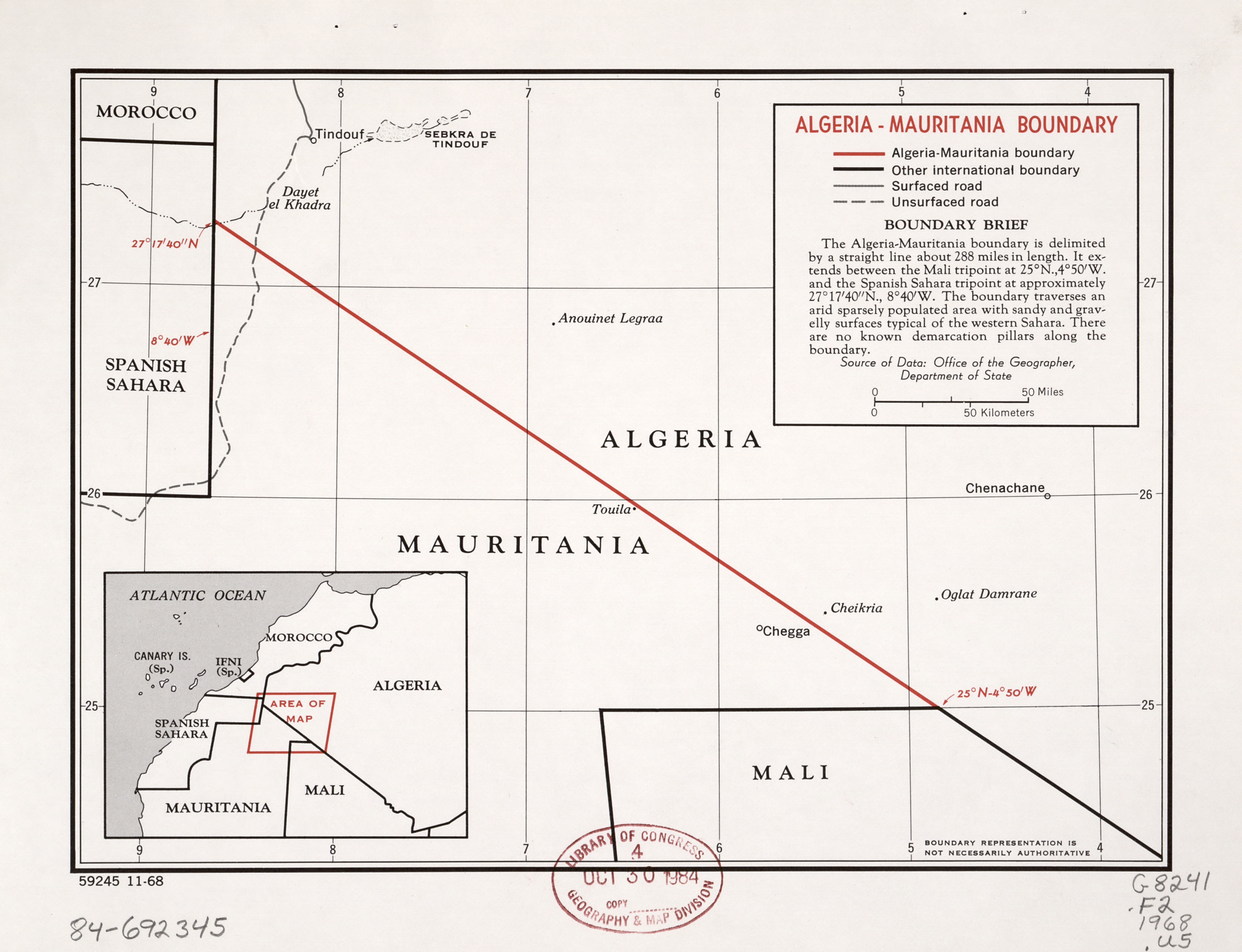
Karte des Grenzverlaufs

Die Grenze zwischen Algerien und Mauretanien trennt als internationale Grenze diese beiden Staaten. Ihr Verlauf inmitten der Sahara geht auf die französische Kolonialzeit in Nordafrika zurück. Die Grenze ist 463 km lang.

## Geschichte
In den 1880er Jahren kam es unter den europäischen Mächten zum Wettlauf um Afrika. In den Jahren 1903/04 besetzte Frankreich Mauretanien, nachdem es sich schon seit den 1830er Jahren in Algerien festgesetzt hatte und von der Küste nach Süden vorgedrungen war, wobei 1902 die algerische Sahara erreicht war.
Die erste Festlegung der Grenze zwischen den französischen Kolonien Algerien und Obersenegal und Niger erfolgte am 7. April 1905 durch den französischen Kolonialminister Étienne Clémentel und den französischen Innenminister Eugène Étienne. Der Vertrag von Niamey traf im Juni 1909 nähere Festlegungen. Mit der Unabhängigkeit von Mauretanien entstand die internationale Grenze. Ihre definitive Festlegung ist durch das am 13. Dezember 1983 unterzeichnete Abkommen zwischen den beiden Staaten erfolgt.

## Grenzverlauf
Die von drei Grenzsteinen markierte Grenze beginnt im Nordwesten am Dreiländereck mit der von Marokko annektierten Westsahara (27°17'50"N, 8°40'20"W). Sie verläuft geradlinig durch die Sandwüste Erg Iguidi bis zum Dreiländereck mit der Republik Mali (25°0'0"N, 4°49'48"W), wo sie sich linear als Grenze zwischen Algerien und Mali fortsetzt. Über die Grenze verläuft eine auf algerischer Seite asphaltierte Piste, die vom algerischen Tindūf in das mauretanische Bir Moghrein führt.